# 알프레드 비네
알프레드 비네(Alfred Binet, 1857년 ~ 1911년)는 프랑스의 심리학자·의사이다. 실험 심리학과 이상 심리학, 아동 심리학에 큰 업적을 남겼다. 1894년 소르본 대학의 생리적 심리학 실험소 소장이 되었으며, 1908년 시어도어 시몽(Théodore Simon)과 함께 '비네·시몽 지능 조사법'을 만들어 지능 검사의 기초를 세웠다. 그 밖에 정신 분열증에 대해서도 큰 연구 성과를 거두었다. 주요 저서로 《아동 심리학》, 《지능의 실험적 연구》(1905) 등이 있다.

## 비네-시몽 검사
비네-시몽 검사(때때로 '비네-사이먼 지능검사')로 불리는 이 검사는 프랑스 정부의 의지로 정신지체에 관한 아동의 학습능력을 지원하기 위해 1904년에 알프레드 비네와 시어도어 시몽이 주축이 되어 개발되었다.

## 같이 보기
- 제임스 카텔